# Serverseitige Anwendung
Eine serverseitige Anwendung ist ein Computerprogramm, welches auf einem zentralen Computer (Server) ausgeführt wird, während die Ein- und Ausgabe vom / an den Benutzer über dezentrale Computer (Clients) erfolgt.
Das Gegenteil einer serverseitigen Anwendung ist eine clientseitige Anwendung, bei der die Programmlogik auf dem Computer des Benutzers ausgeführt wird. Dabei ist nicht ausgeschlossen, dass das Clientprogramm seinerseits mit Servern kommuniziert, z. B. um auf eine Datenbank zuzugreifen.
Abhängig von weiteren technischen Eigenschaften unterscheidet man mehrere Untergruppen von serverseitigen Anwendungen:

## Webanwendungen
Bei einer Webanwendung wird auf der Seite des Clients nur ein Webbrowser vorausgesetzt. Ein- und Ausgaben erfolgen über dynamisch generierte Webseiten. Die Programmlogik läuft auf dem per HTTP-Protokoll angesprochenen Webserver ab.

## Rich Internet Application
Eine Rich Internet Application gleicht einer Webanwendung mit dem Unterschied, dass ein Teil des Programmes auf die Clients verlagert wird, wie z. B. durch Java Applets oder ActiveX-Komponenten. Hierdurch kann die grafische Benutzeroberfläche um Funktionalitäten wie z. B. Drag and Drop erweitert werden, außerdem können einige Berechnungen auf dem Client durchgeführt werden, was die Belastung des Servers senkt.

## Thin Client Architektur
Bei einem Thin Client ist der Client nur noch reines Ein- und Ausgabemedium. Alle Eingaben, jeder Tastendruck, jede Mausbewegung, werden auf den Server (meist ein Terminalserver) übertragen und dort verarbeitet. Jede einzelne Veränderung der grafischen Benutzeroberfläche wird pixelweise vom Server an den Client übertragen und dort angezeigt.